# Јужна Дакота
Јужна Дакота (енгл. South Dakota), држава је на средњем западу Сједињених Држава Добила је име по Лакота и Дакота племенима Сијукса. Некада је била део Територије Дакоте, а држава је постала 2. новембра 1889. Површина Јужне Дакоте износи 199.730 km², а процена популације износи мало изнад 800.000 становника. Главни град је Пир, а највећи град, са готово 160.000 становника, је Су Фолс.

## Демографија
| 1900.   | 1910.   | 1920.   | 1930.   | 1940.   | 1950.   | 1960.   | 1970.   | 1980.   | 1990.   | 2000.   | 2010.   |
| ------- | ------- | ------- | ------- | ------- | ------- | ------- | ------- | ------- | ------- | ------- | ------- |
| 401.570 | 583.888 | 636.547 | 692.849 | 642.961 | 652.740 | 680.514 | 665.507 | 690.768 | 696.004 | 754.844 | 814.180 |